# إيبرهارد غوتليب غراف
إيبرهارد غوتليب غراف (بالألمانية: Eberhard Gottlieb Graff)‏ هو أستاذ جامعي ألماني، ولد في 1780 في البلنغ في بولندا، وتوفي في 1841 في برلين في ألمانيا.